# Urban Dictionary
Urban Dictionary je internetový slovník anglického slangu. Obsahuje jak samostatná slova tak i fráze.
K březnu 2012 obsahoval slovník přes šest a půl milionu slov. Slovo či frázi může do slovníku přidat každý, dokonce i bez nutnosti založení účtu. O obsah stránky se starají dobrovolní editoři a správnost, kvalitu, a přesnost překladu hodnotí přímo sami uživatelé kliknutím na symbol palce nahoru či dolů.

## Historie
Web založil v roce 1999 Aaron Peckham, když byl v prvním ročníku magisterského studia informačních technologií na California Polytechnic State University.

## Obsah
Definice, které obsahuje Urban Dictionary, nelze nalézt v běžném slovníku. Urban Dictionary obsahuje slova slangová, etnická, amerikanismy a fráze a slova, která jsou zrovna v trendu, a také vulgarismy a sexistická slova.
Většina slov má více významů, příkladů užití a také tags.
Návštěvníci Urban Dictionary mohou zadat novou definici, aniž by se registrovali., ale musí poskytnout platný email, aby usnadnili proces zadání slova. Zadaná slova se stávají majetkem Urban Dictionary. Předtím, než jsou přidána do slovníku, musí být všechny nové definice schváleny editory.
Editorům je poskytnut průvodce tím, jaká slova při schvalování definic přijmout a jaká odmítnout.
1. Zveřejnit lze jméno slavných osobností, ale ne jméno přátel a kamarádů. Definice křestních jmen jsou povolena. Jména hudebních skupin a škol by měla být zveřejněna, jen pokud jsou slavná.
2. Zveřejnit lze slova týkající se rasismu i sexu, nesmí je ale propagovat.
3. Lze zveřejnit vlastní názor. Názory jsou dobré pro čtenáře, kteří nejsou seznámeni s nějakým tématem a neměli by být editory odmítány kvůli jejich nepřesnosti, rasismu či neshodě.
4. Lze zveřejnit jména míst, přezdívky a PSČ.
5. Publikování slov spisovných, nadávky, slova napsaná s chybou či slova, která jsou i v běžném jazyku nejsou důvod, proč by zde měla být zamítnuta.
6. Publikování vtipů a sarkasmů je povoleno, ale doporučuje se vyhnout publikování dvojsmyslných vtipů, kterým jmálokdo rozumí.
7. Odmítá se sexuální násilí a smyšlená násilnická slova, smyšlené sexuální akty.
8. Odmítají se slova bez smyslu. Odmítají se slova napsaná velkými písmeny, slova, která byla publikovaná dříve.
9. Odmítají se reklamy a definice napsané formou reklamy

## Kontrola kvality
Osoby, které vkládají do slovníku definice musí poskytnout platnou emailovou adresu. Každé nové slovo musí být před tím, než je přidáno do slovníku, schváleno editory. Editoři se musí přihlásit také přes email a hlasují o tom, která slova přijmout, a které ne.
Po obdržení dostatečného rozdílu hlasů mezi „přijato“ a „odmítnuto“ se definice přidá do slovníku a je tak zveřejněna.
Definice zapsané ve slovníku mohou být hodnoceny hlasy návštěvníků „palec nahoru“ a „palec dolu“.
I když je definice již ve slovníku, editoři ji stále mohou upravit či odstranit, jestli je to proti předpisům; slova, která se stala díky hlasům návštěvníků vysoce oblíbenými, nemohou být odstraněny. Stejný editor může doporučit k odstranění nejvýše pět definic za 24 hodin.
Na Urban Dictionary mohou registrovaní uživatelé diskutovat o různých tématech, sdílet zkušenosti či mluvit o problémech, které se stránkou mají. Také hlasují o změnách, které se mají provést. Fóra jsou místem pro živou diskuzi. Příkladem nových diskuzí je například „Povolte uživatelům přidávat zvuk a obrázky“, „Zbavte se toho, aby hloupé definice byly první na seznamu zobrazení“ a „Dovolte editorům smazat více než pět špatných definic denně“

## Uživatelé a návštěvnost
K lednu 2011 stránka obsahovala přes 5,6 milionu definic. K dubnu 2009 se denně odesílá ke schválení průměrně 2000 slov. Stránku navštěvuje průměrně patnáct milionů návštěvníků měsíčně, 80 % z nich je mladších 25 let.

## Možnosti
Ve slovníku Urban Dictionary je možné vyhledat slovo po zadání do vyhledávače. Je zde taky možné hledat ze seznamu dle abecedního pořádku. Slova lze hledat náhodně i nová, v záložce favorite jsou slova, která uživatel hodnotil v poslední době. Na stránce Urban Dictionary je i obchod, kde je možné zakoupit jak knižní vydání slovníku Urban Dictionary, tak i různé hrníčky s definicemi slov. Samozřejmostí je také možnost thesaurus.